# Rötha
Rötha är en stad i Landkreis Leipzig i förbundslandet Sachsen i Tyskland. Staden har cirka 7 000 invånare.
Den tidigare kommunen Espenhain uppgick i Rötha den 1 augusti 2015.